# Stepne (obwód czerkaski)
Stepne (ukr. Степне) – osiedle na Ukrainie, w obwodzie czerkaskim, w rejonie zwinogródzkim, w hromadzie Talne. W 2001 liczyło 123 mieszkańców, spośród których 121 wskazało jako ojczysty język ukraiński, a 2 rosyjski.